# Nagyharsány
Nagyharsány es un pueblo ubicado en el distrito de Siklós, en el condado de Baranya, Hungría.

## Superficie
Posee una superficie de 26,01 kilómetros cuadrados.

## Demografía
Hasta 2019 la población era de 1399 habitantes, con una densidad de población de 53,79 habitantes por kilómetro cuadrado.